# Javania californica
Espèce
Statut CITES
Javania californica est une espèce de coraux appartenant à la famille des Flabellidae.